# Hälsingegatan

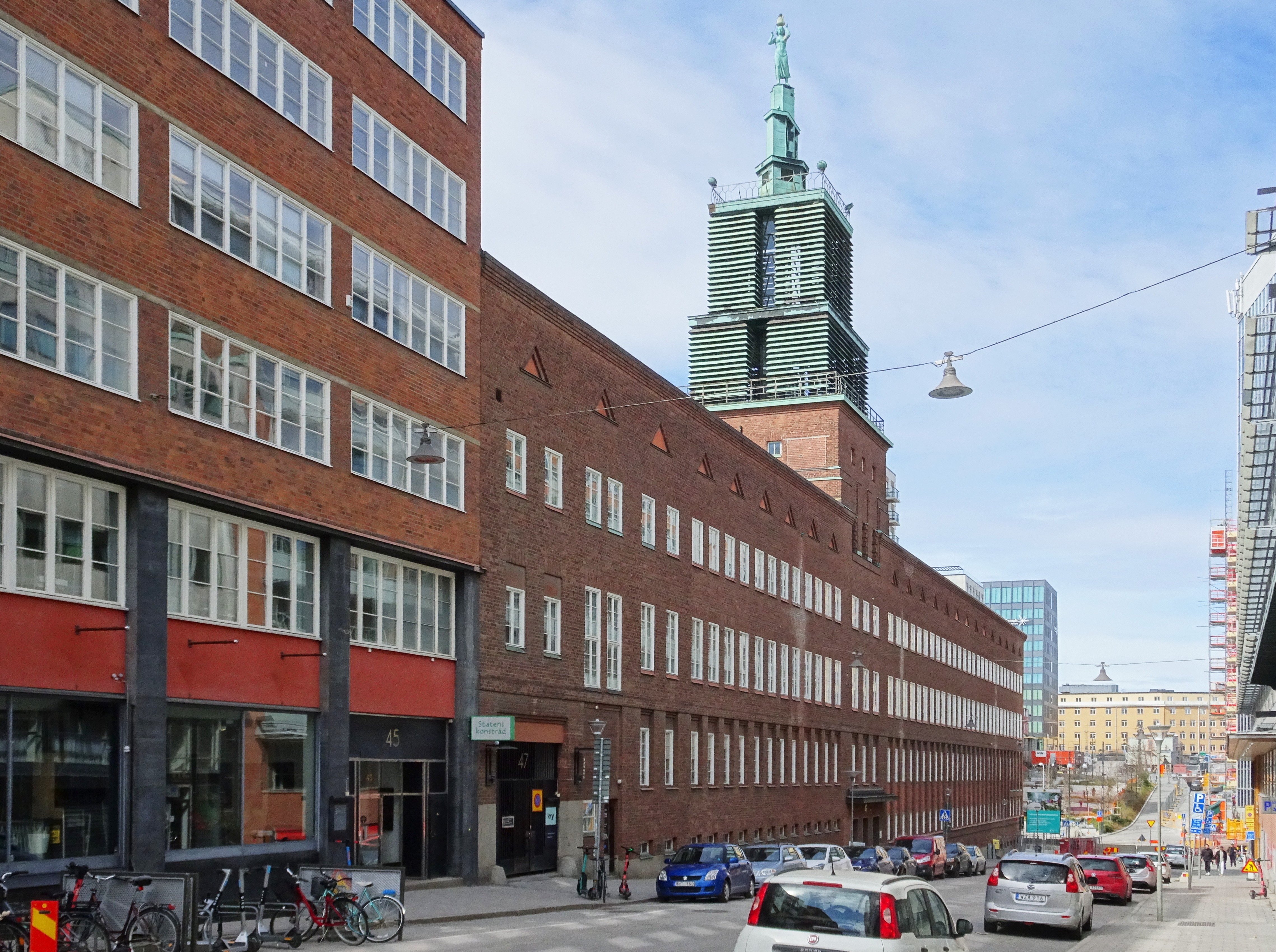
Hälsingegatan 43–49, norrut vid kvarteret Blästern, april 2022.

Hälsingegatan är en gata i stadsdelen Vasastaden i norra Stockholm. Gatan fick sitt namn i samband med Stockholms gatunamnsreform 1885.

## Historik

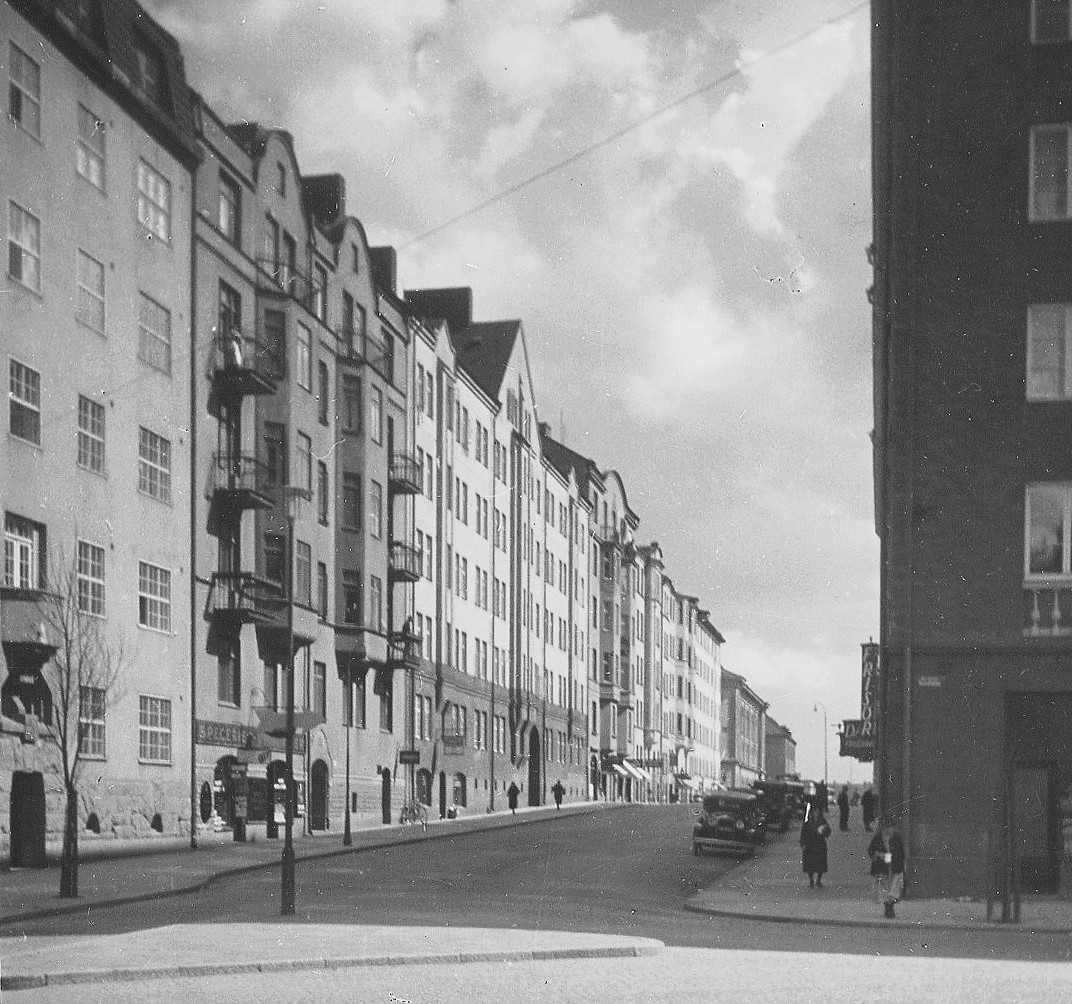
Hälsingegatan 20–6 söderut sedd från Vanadisplan, 1920-tal.

År 1866 upprättades en generalplan för nordvästra Norrmalm som var en del av Albert Lindhagens Lindhagenplanen. Planen visade raka gator och rektangulära kvarter. De gator som gick i nord-sydlig riktning hade namn som Helsingegatan (stavat med "e"), Sigtunagatan och Uppsalagatan. Hälsingegatan sträckte sig ursprungligen mellan Odengatan i söder och Norra stationsgatan i norr men förlängdes ett kvarter längre mot norr i samband med bygget av Hagastaden. Gatunamnet föll under kategorin ”de norra landskapen” (Hälsingland). Gatan korsar Karlbergsvägen, Frejgatan, Vanadisplan och Sankt Eriksgatan.

### Intressanta byggnader
- Vasa Real
- Vasa högre flickskola
- SARA-huset
- Siemenshuset
- Apotekarnes Mineralvattenfabrik

### Intressanta kvarter
- Kvarteret Resedan
- Kvarteret Härden
- Kvarteret Blästern

## Bilder

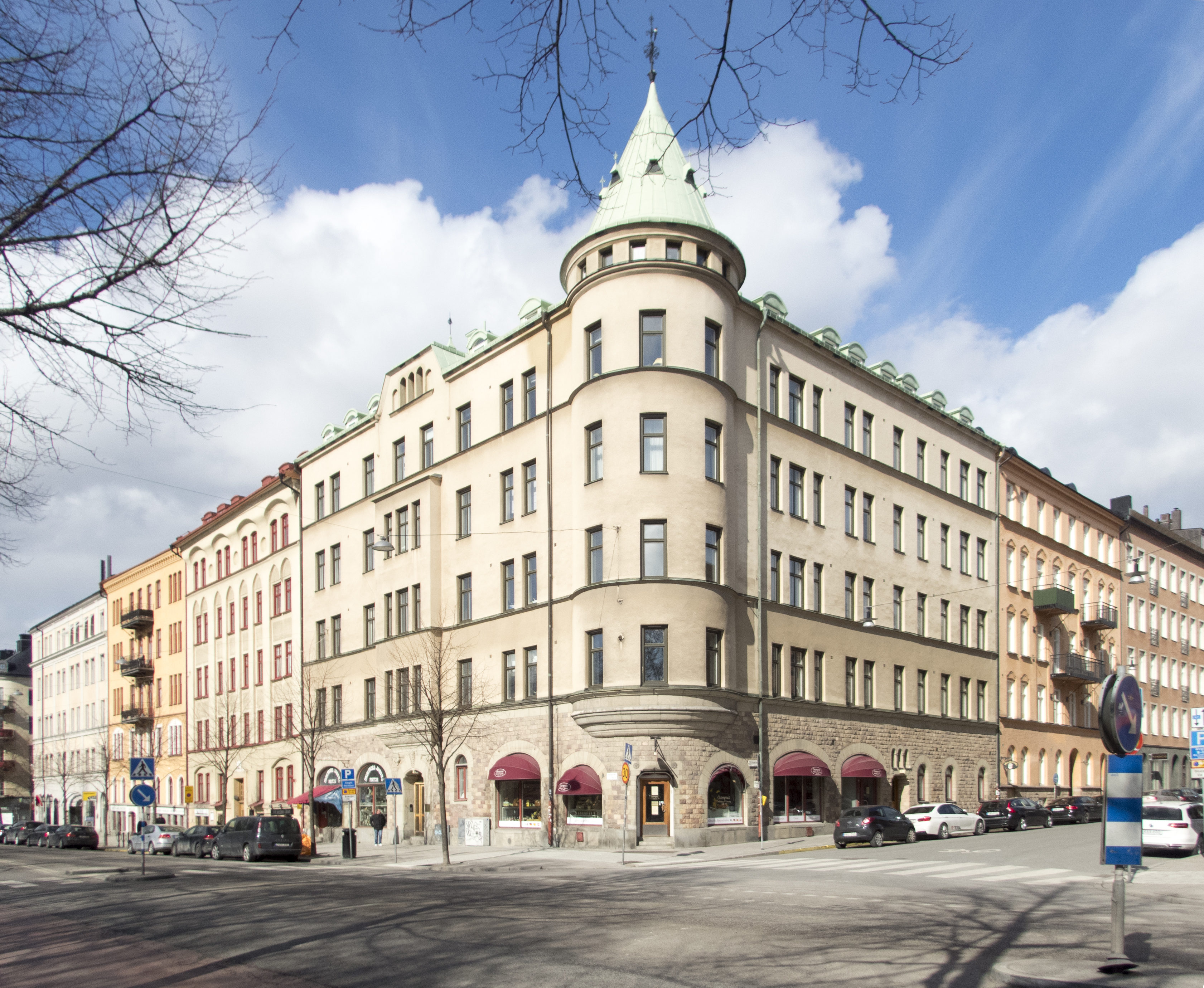
Hälsingegatan 1.
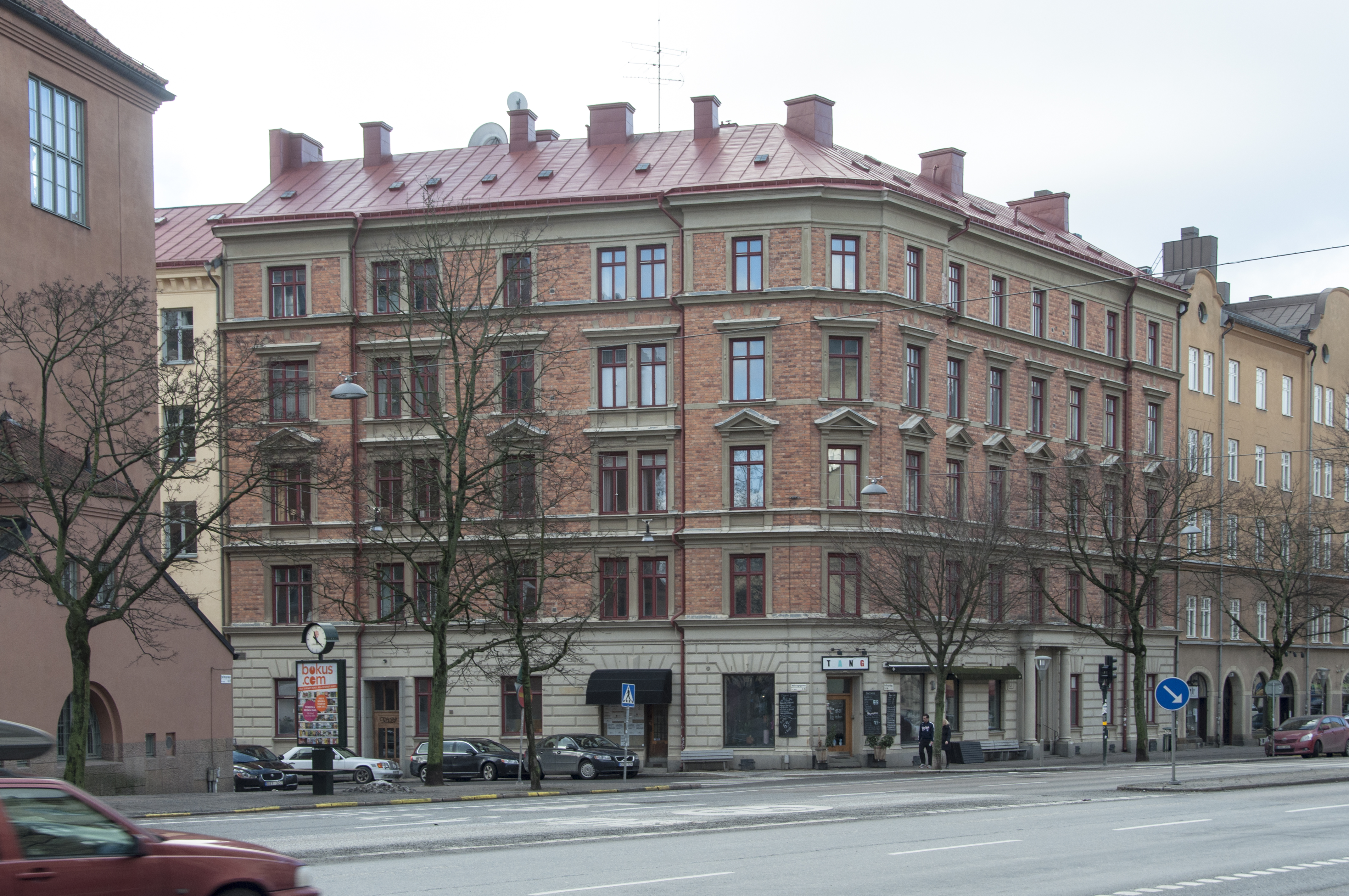
Hälsingegatan 15.
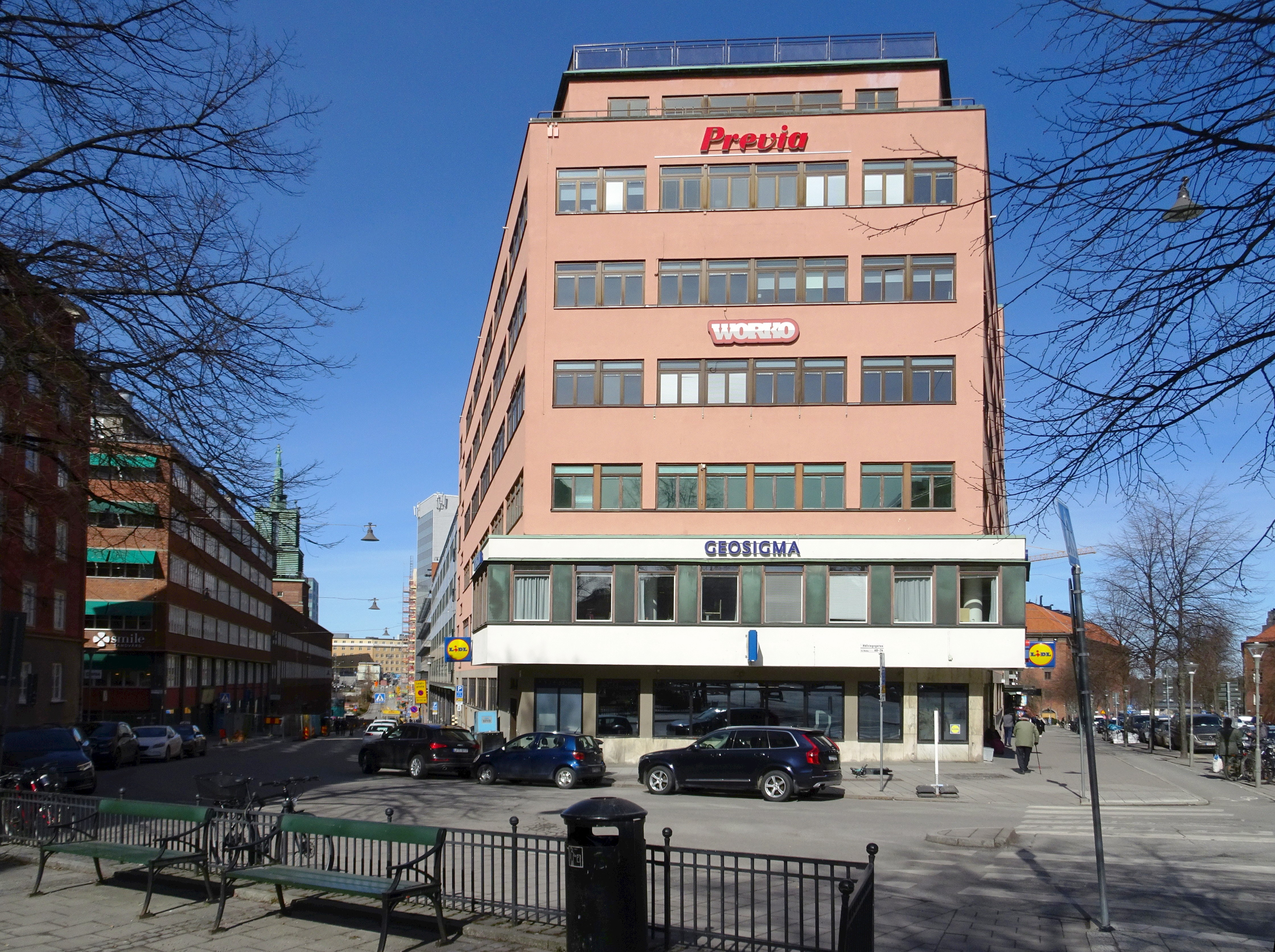
Hälsingegatan 26 (före detta SARA-huset).
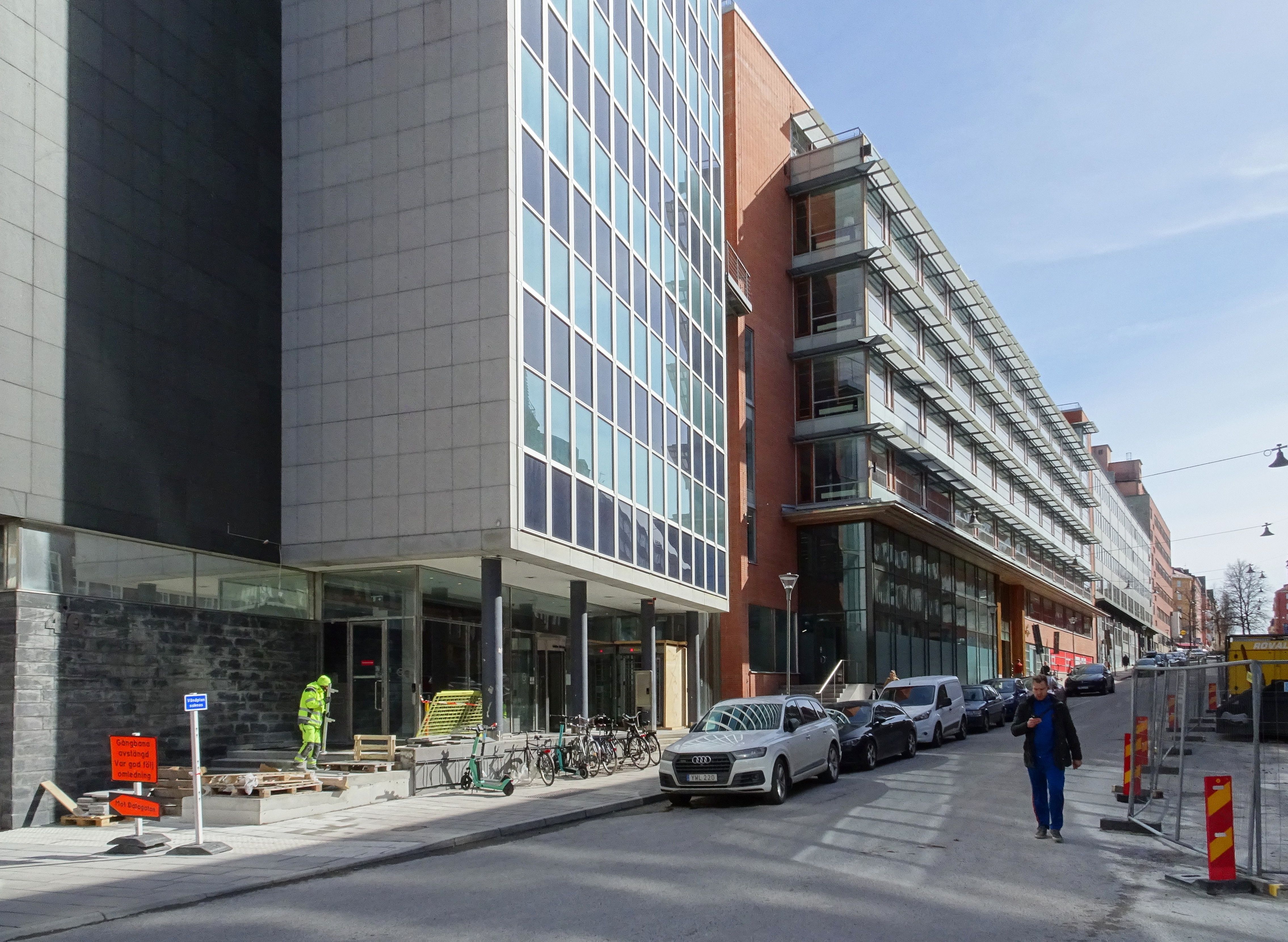
Hälsingegatan 38 (före detta Siemenshuset till vänster).